# Kościół Filadelfia
Kościół Filadelfia (szw. Filadelfiakyrkan) – największy zbór zielonoświątkowy w Szwecji, należący do Szwedzkiego Ruchu Zielonoświątkowego. Kościół w Sztokholmie liczy ponad 5000 członków i jest jednym z największych w Europie.
Filadelfiakyrkan pierwotnie został założony w 1910 jako siódma wspólnota baptystyczna. Od 1911 pastorem zboru był Lewi Pethrus. W 1913 zbór został wyłączony z unii baptystycznej za dopuszczanie do komunii osób z innych Kościołów.  

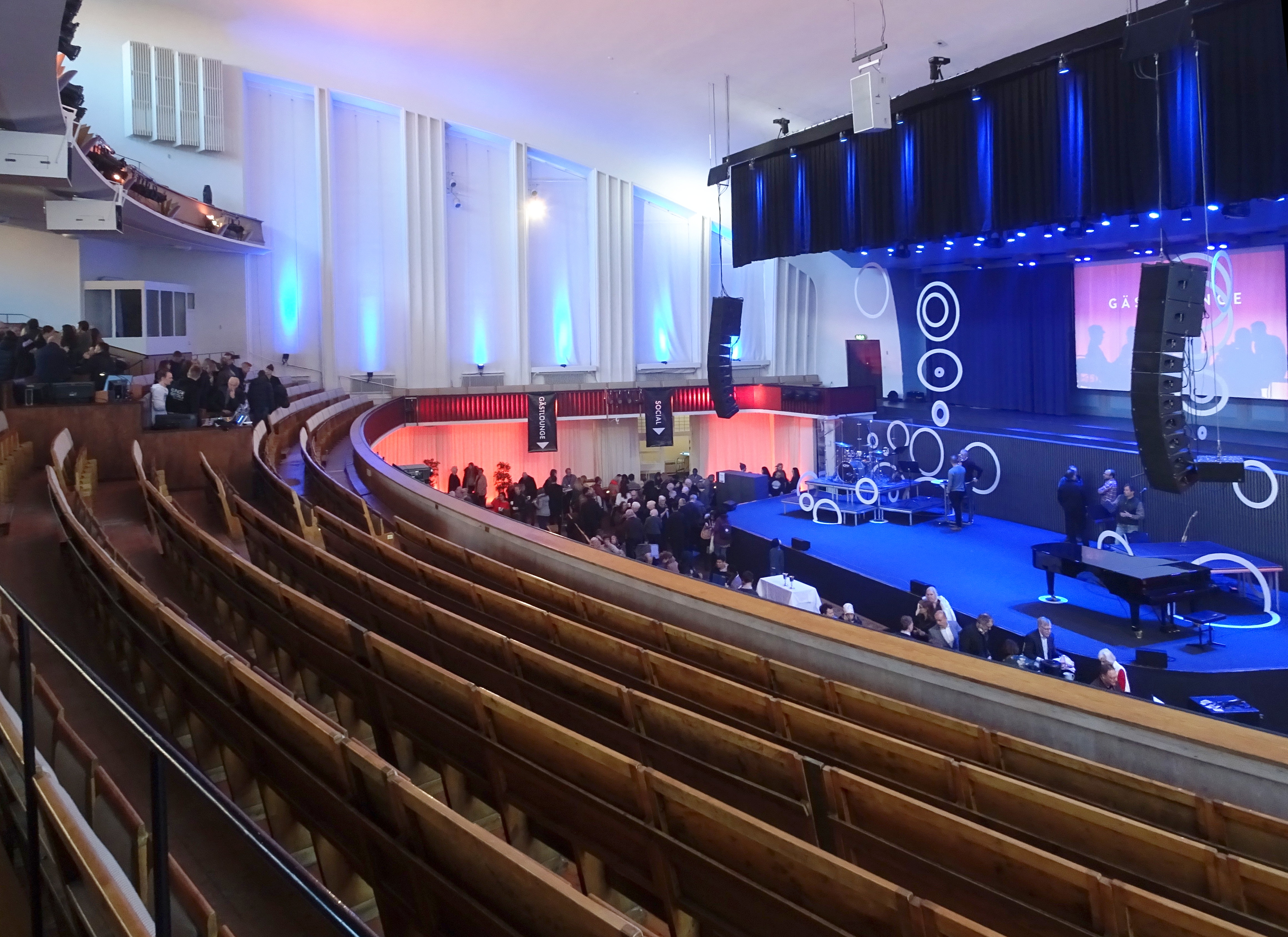
Sala nabożeństw

Obecny budynek kościoła został zbudowany w latach 1929-30. Oznaczony jest przez Muzeum Miejskie w Sztokholmie na niebiesko, co oznacza, że ma "wyjątkowo wysoką wartość kulturowo-historyczną". Sala nabożeństw posiada 2200 miejsc siedzących.
Kościół Filadelfia jest odpowiedzialny za inicjatywę wysłania misjonarzy zielonoświątkowych (Daniela Berga i Gunnara Vingrena) do Brazylii. Założony przez nich kościół (Zbory Boże Brazylii) liczył w 2010 roku ponad 12 milionów wiernych.